# Honda S660
El Honda S660 es un kei car descapotable deportivo de dos plazas fabricado por el fabricante japonés Honda con un motor central transversal y tracción trasera. Es el sucesor al Honda Beat, y al Honda S2000 (también pertenece a la familia "S" de modelos de Honda).

## Visión general
El S660 es un kei car descapotable con motor central. Sus dimensiones, debido a las restricciones de kei car, son casi idénticas al Honda Beat. Se vende con una transmisión manual de 6 velocidades o una transmisión automática CVT de 7 velocidades con paletas de cambio, ambas opciones son ofrecidas en los dos acabados disponibles (Alfa y Beta). El S660 pesa aproximadamente 830 kg con la transmisión manual y 850 kg con la CVT, y se afirma que tiene un equilibrio de pesos delantero/trasero 45/55.
La convención de la nomenclatura de utilizar la letra "S" se siguie por el cubicaje de motor, siendo una tradición que vuelve del segundo coche de producción de Honda, el Honda S500 (del cual el S660 se inspira).

## Rendimiento
El S660 está alimentado por el mismo motor turbo de 658 cc S07A Turbo utilizado en el N-One con algunas mejoras mecánicas. En el S660, este motor está dispuesto de forma central y produce 47 kW (63 HP; 64 CV) kW (63 hp; 64 ) a 6,000 rpm y 104 N·m (77 lb·pie) N⋅m (77 ) de torque a 2,600 rpm con un máximo de revoluciones de 7,700 rpm para la transmisión manual y 7,000 rpm para la CVT. Esto da al S660 un tiempo de 0–97 km/h (0–60 millas por hora) de poco más de 10 segundos.

## Desarrollo y lanzamiento
Un prototipo se mostró en el Salón del Automóvil de Tokio en noviembre de 2013. El prototipo y la propuesta del anuncio de producción fueron ampliamente cubiertos por páginas de noticias y blogs entusiastas de los automóviles. Las reacciones iniciales al prototipo eran favorables. 
Después de que el S660 se introdujera en el mercado, su primera crítica de conducción fue en junio de 2015 de un prototipo del mercado japonés conducido por Top Gear en Tokio. El autor concluyó que el coche era "sumamente maniobrable" pero carecía de potencia, algo  que esperaba que un modelo de exportación con un motor más grande enmendaría, y sentía que tal modelo de exportación podría ser un potencial competidor del Mazda MX-5.

### Primeras fotografías
El prototipo S660 fue fotografiado por entusiastas automovilísticos en un acontecimiento automovilístico a principios de 2015 y publicado en la revista automovilística japonesa Mag-X, y posteriormente republicado en los EE. UU. en el blog automovilístico The Truth About Cars. Las fotografías incluyeron varias fotos exteriores y una del compartimento del motor abierto.

### Producción
El equipo de desarrollo del S660 estuvo dirigido por Ryo Mukumoto, quien batió a otros 400 participantes en una competición en casa de la propia Honda, a la edad de 22 años. Honda le hizo el ingeniero jefe más joven en la historia de la compañía a pesar de su carencia de experiencia de ingeniería, y se le dieron 5 años para desarrollar el S660.

## Interrumpido
El 12 de marzo de 2021, Honda anunció el final de la producción del S660 en marzo de 2022.

## Galería

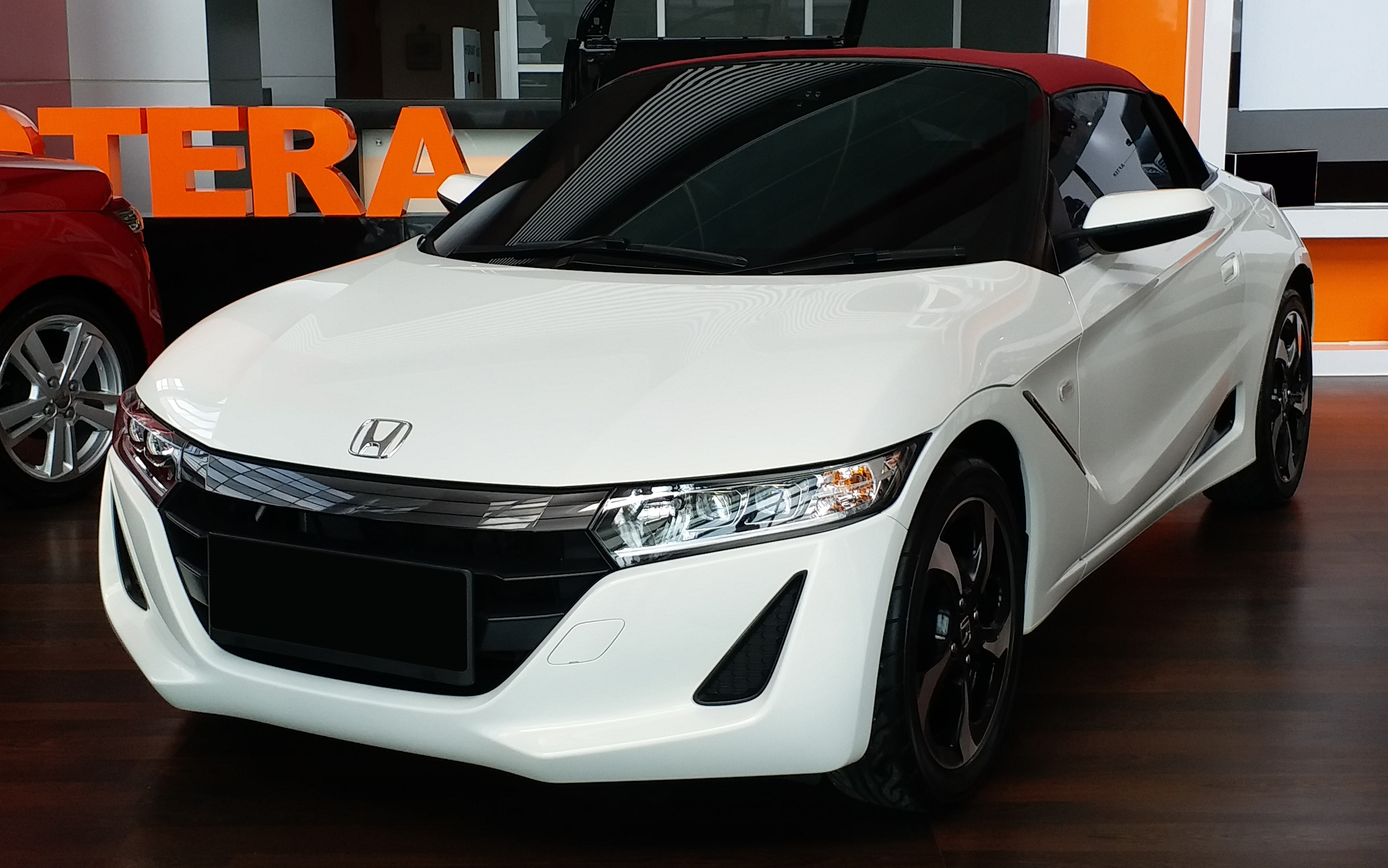
Honda S660 Concept Edition
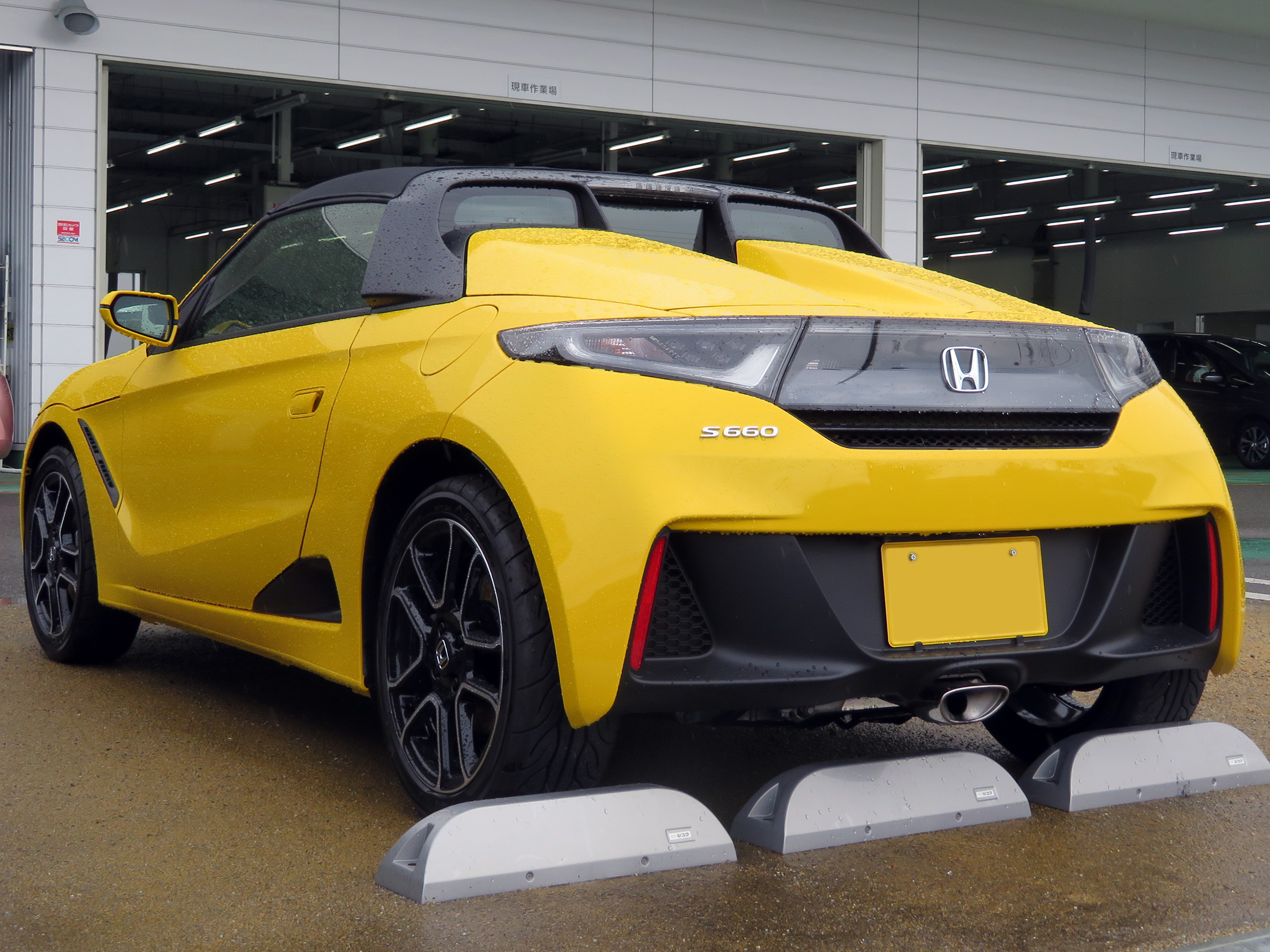
Honda S660 α
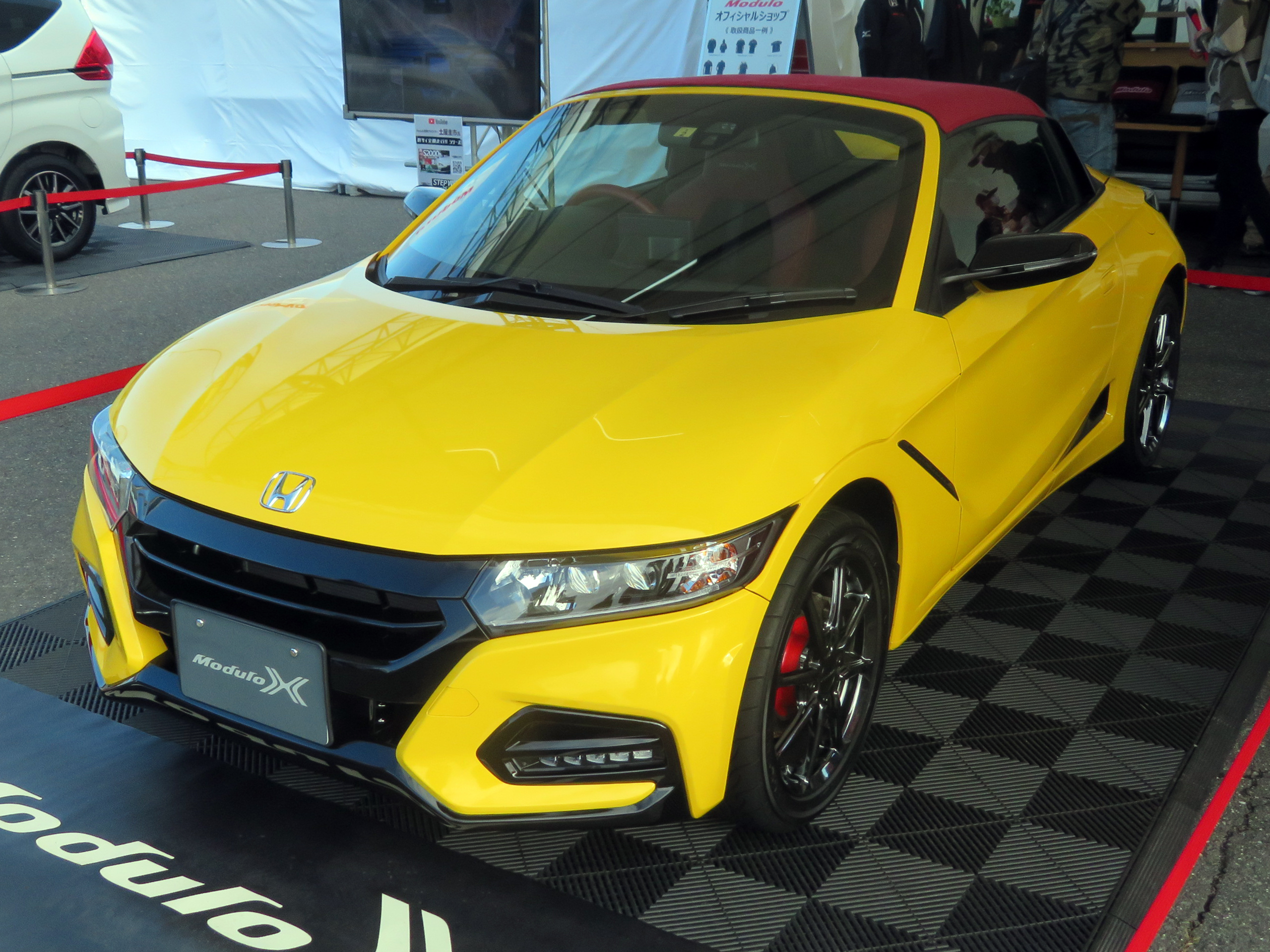
Honda S660 Modulo X
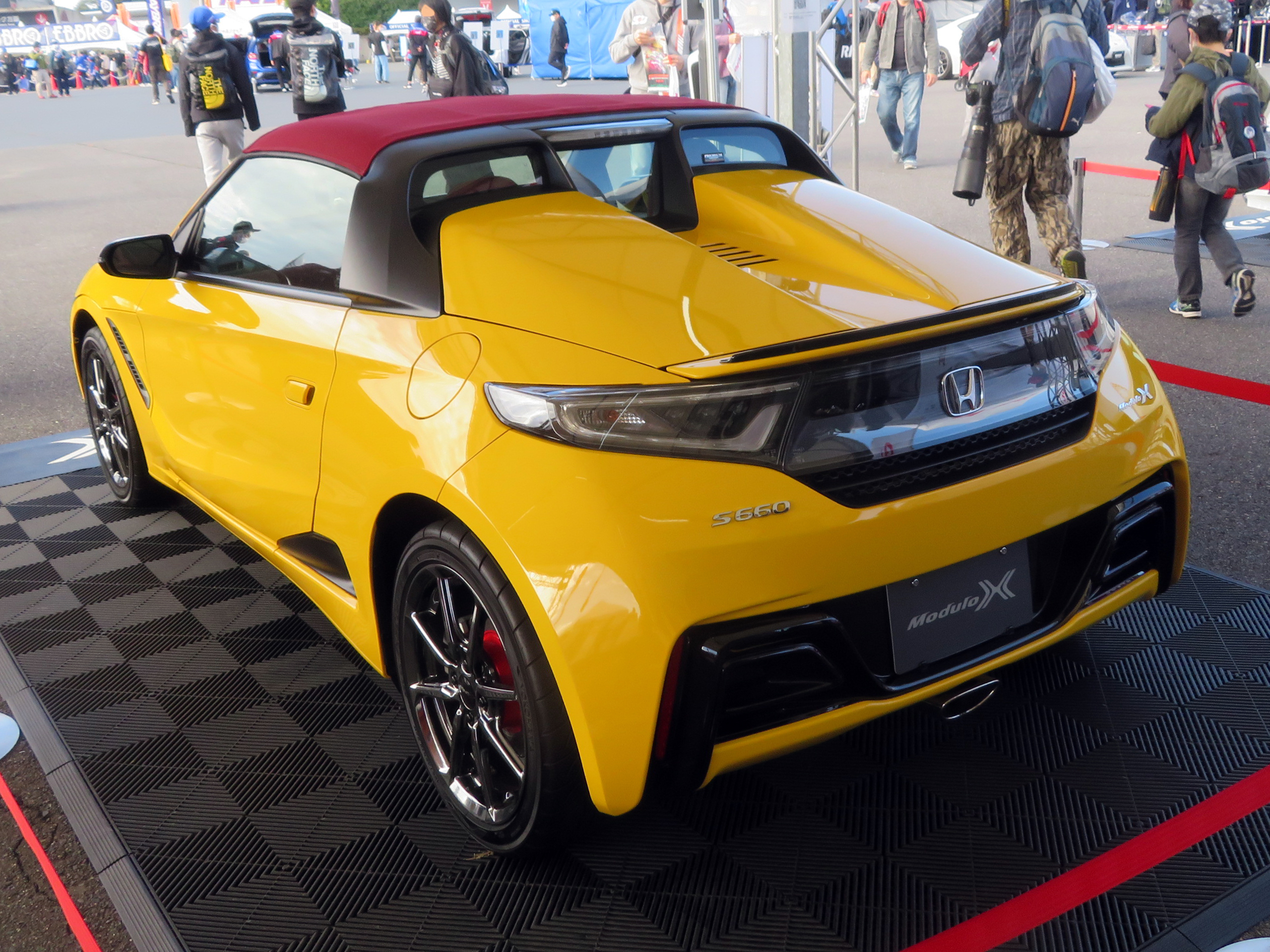
Honda S660 Modulo X
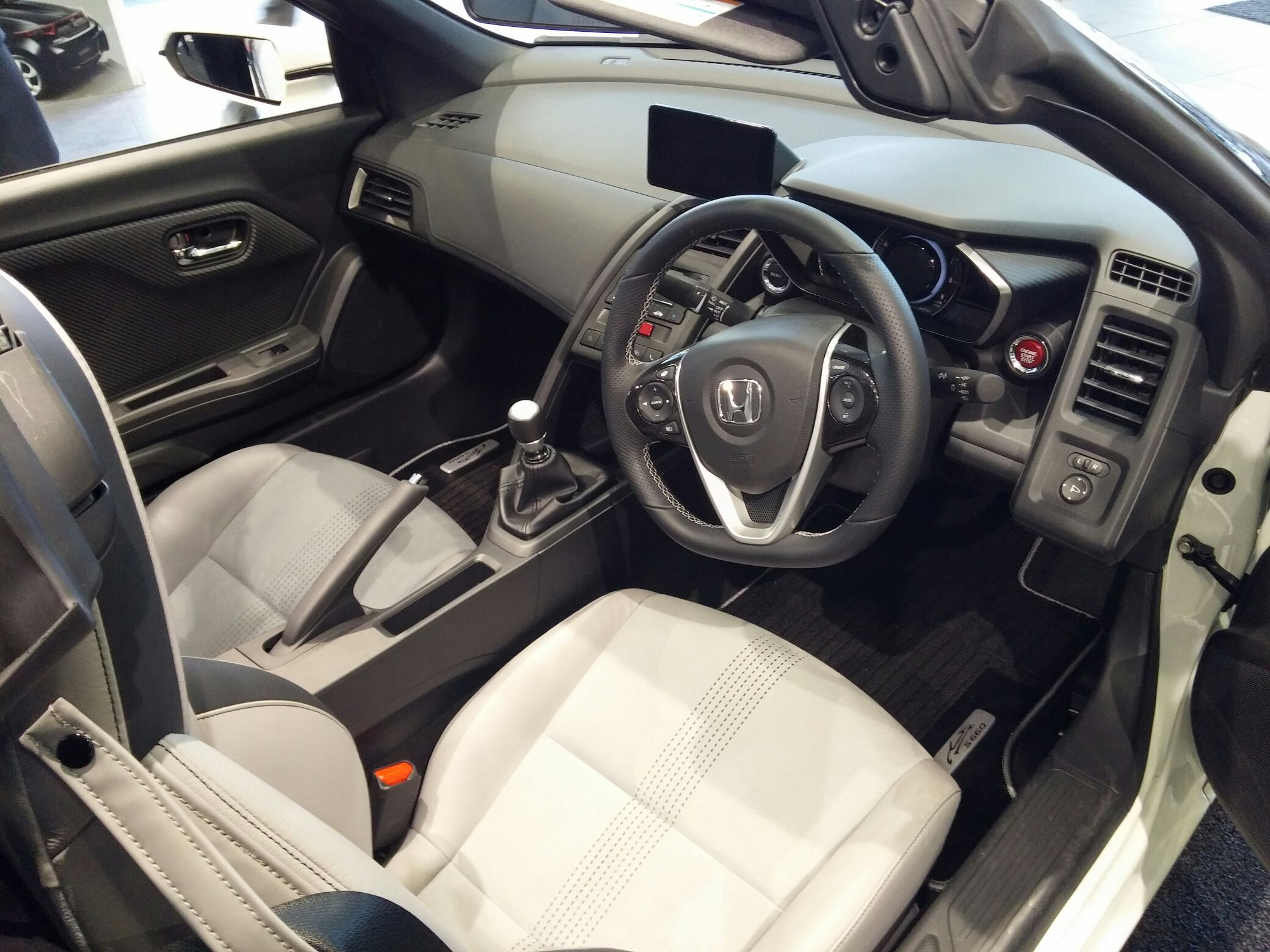
Interior Honda S660
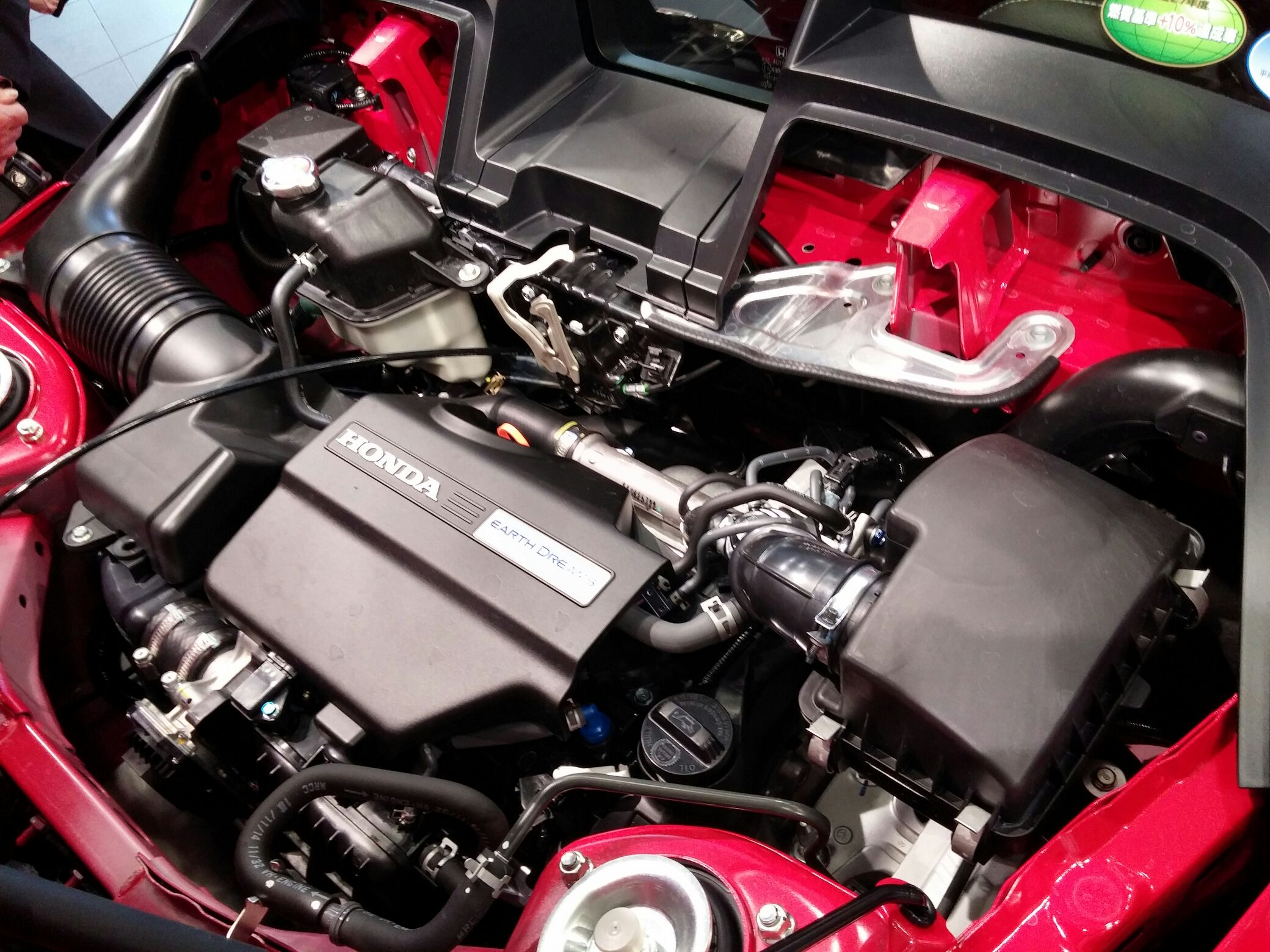
Motor S07A Turbo